# Hl. Schutzengel (Frillendorf)

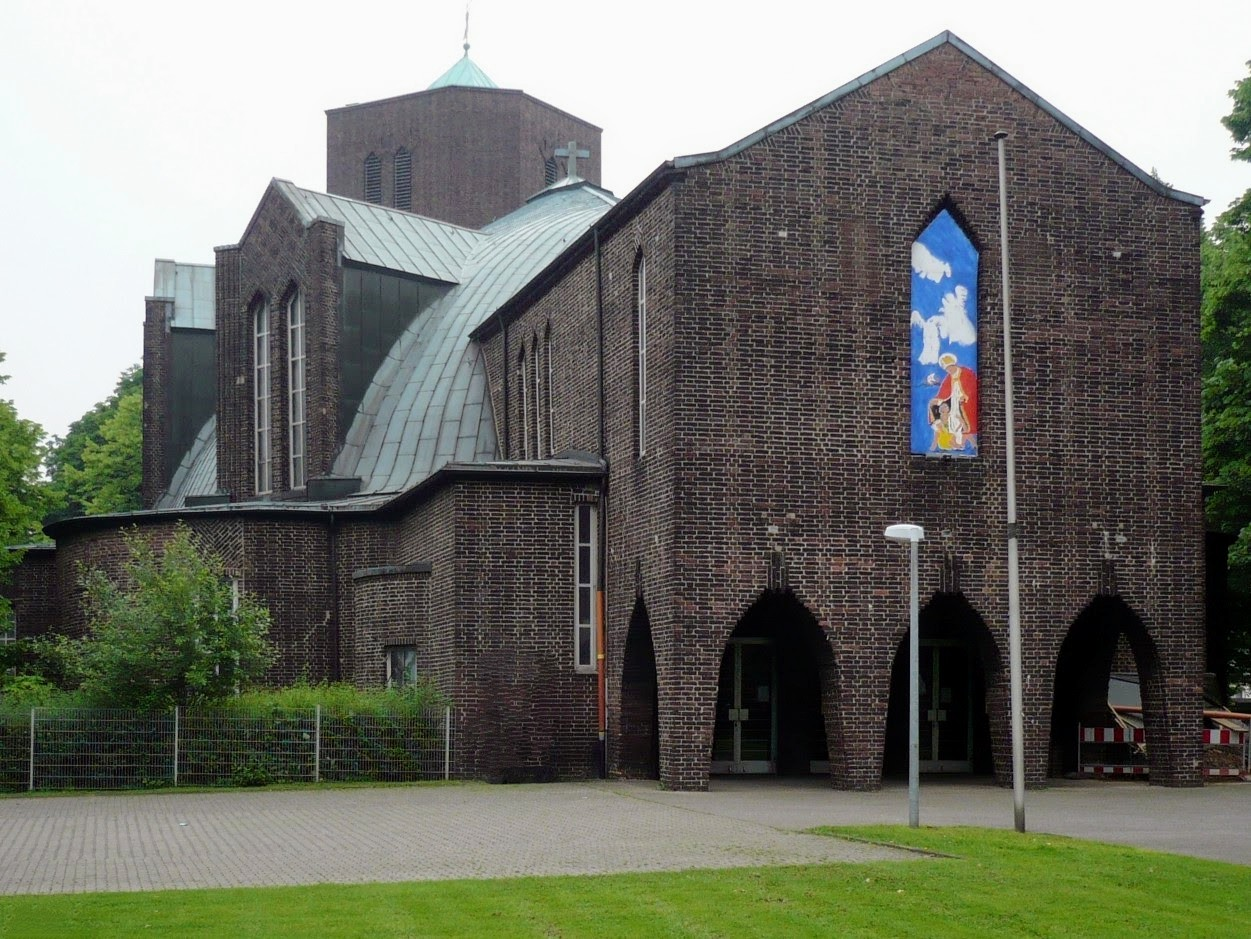
Pfarrkirche Hl. Schutzengel

Die katholische Pfarrkirche Hl. Schutzengel ist ein denkmalgeschütztes Kirchengebäude in Frillendorf, einem Stadtteil von Essen.

## Geschichte
Der Bau im Stil des Backsteinexpressionismus steht auf einer leichten Anhöhe. Er wurde 1923 nach Entwürfen des Architekten Edmund Körner begonnen. Das fiel kurz nach dem Ersten Weltkrieg in die Zeit der Ruhrbesetzung, einer Ära geprägt von Unruhen, Hunger, Streiks und Hyperinflation. Die Grundsteinlegung fand am 7. Oktober 1923 statt. Im Text der Grundsteinurkunde steht: In unserer äußerst unruhigen Zeit, als ein Pfund Brot fünf Millionen Mark kostete, ist Mithilfe der Pfarrangehörigen durch den Architekten Professor Körner von den Brüdern Brechklinghaus die Pfarrkirche erbaut worden. Weihnachten 1924 wurde noch im Rohbau die erste Heiligen Messe gefeiert. Es folgten lange Verzögerungen wegen Geldmangel, aber auch wegen Berg- und Kriegsschäden im Zweiten Weltkrieg. Der Glockenturm wurde 1958 fertiggestellt. Die Kirchweihe erfolgte nach umfangreichen Renovierungen erst am 15. April 1989 durch Weihbischof Wolfgang Große. Zur am 1. Juni 2021 gegründeten Pfarrei Cosmas und Damian, die sich über den gesamten Essener Nordosten erstreckt, gehört heute auch die Schutzengelgemeinde.

## Architektur

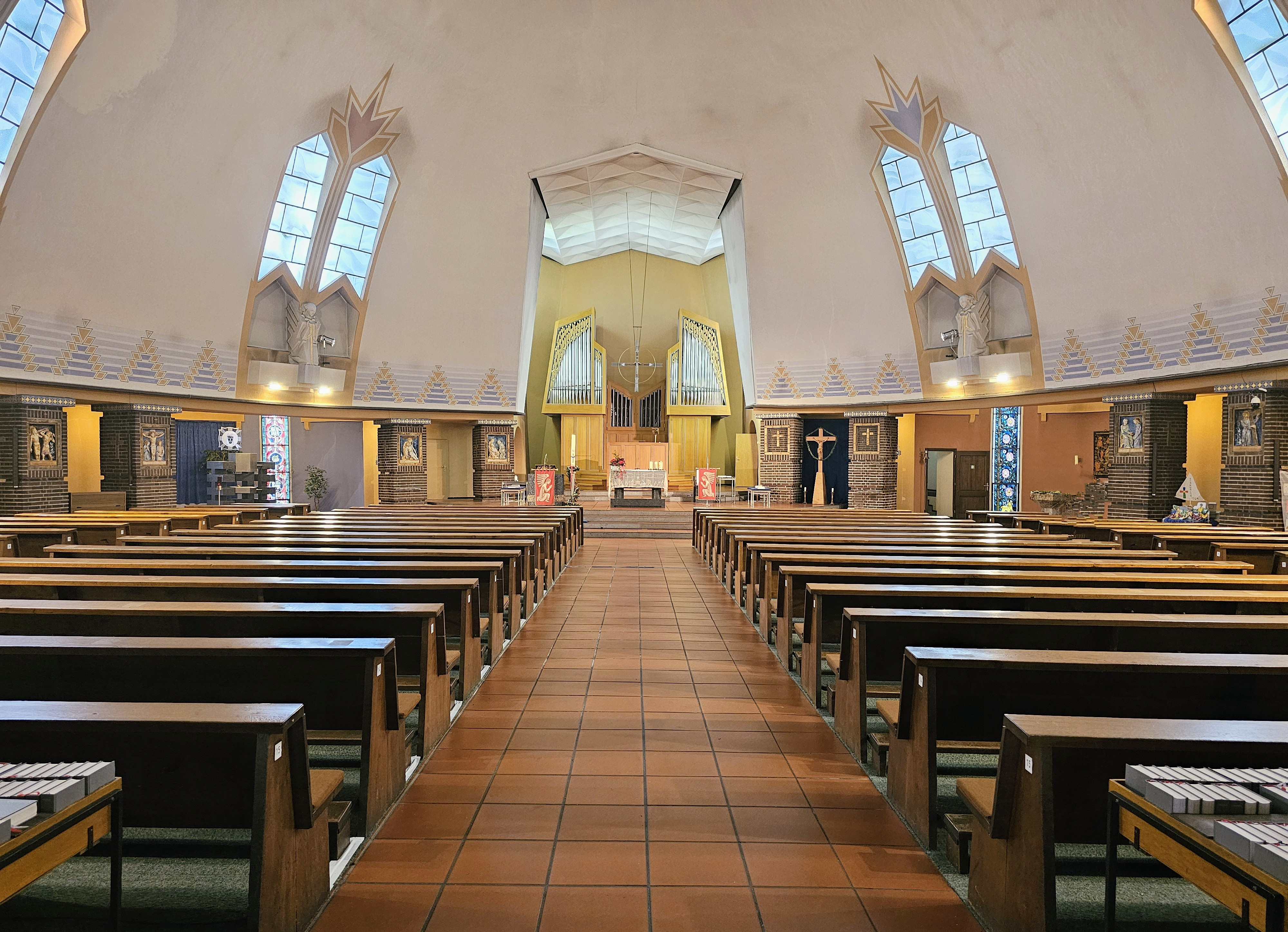
Innenraum

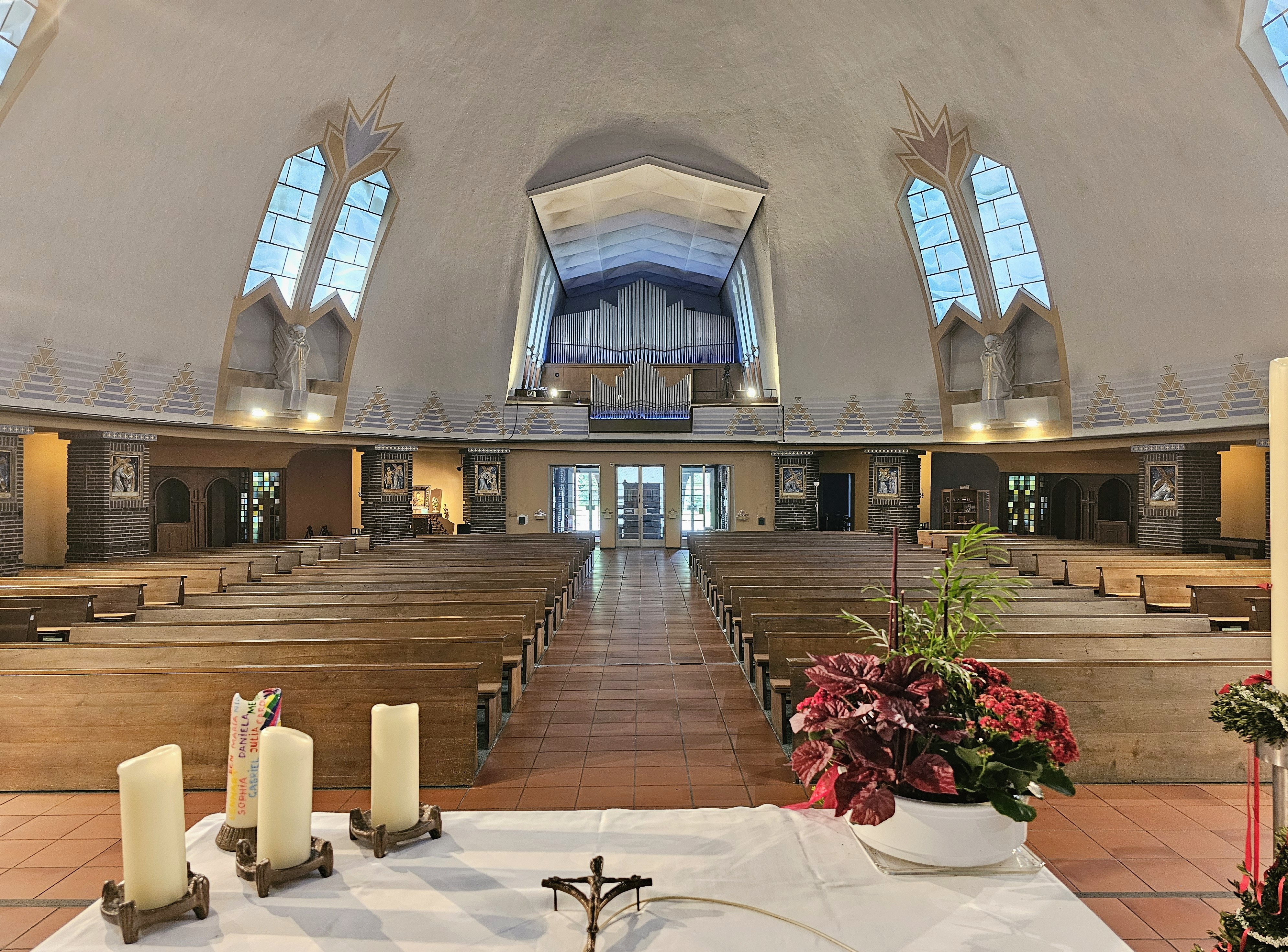
Innenraum, Blick zur ehemaligen Orgel auf der Empore

Für den modernen katholischen Innenraum ist die Verknüpfung von Zentralbau und Richtungsbau charakteristisch. Die Lichtkonzeption evoziert eine mystische Raumstimmung. Der elliptische Grundriss mit den sechs angelagerten, halbkreisförmigen Kapellen ist an die Kirche St. Gereon in Köln angelehnt. Es schließen sich der zweigeschossige Eingangsbau mit Vorhalle und Orgelempore – die Orgelempore wird heute nicht mehr genutzt – sowie der durch den Turm überhöhte sechseckige Chor an. Im Chorraum steht jetzt eine kleinere Orgel. Der Kuppelraum ist hell gestrichen, der Kapellenkranz und der Chor sind in kräftigen Farben gefasst.

## Ausstattung
Der Kranz von Schutzengelfiguren aus Gips wurde 1923/24 von Edmund Körner geschaffen. Die Majolikareliefs der Kreuzwegstationen von 1937 stammen von Heinrich Püts. Die heutige Orgel wurde 2001 von der Firma Orgelbau Simon aus Borgentreich gebaut. Sie besitzt 26 Register auf zwei Manualen und Pedal und insgesamt 1308 Orgelpfeifen.

## Glocken
Eine klangliche Beurteilung des Geläutes wurde von Musikdirektor Jakob Schaeben (1905–1980) ausgearbeitet. Die Gegenüberstellung der Klanganalysen macht deutlich, dass eine makellose Einstimmung nicht nur der Glocken untereinander, sondern ebenso der Einzelklänge erreicht ist. Die festgestellten Nachklingwerte zeugen dafür, dass zinnreiches, bestes Metall bei guter Temperatur vergossen wurde.
Die hohe Vibrationsenergie und sehr gute Harmonie der Glocken in Zusammenwirkung der schönen Akustik der Glockenstube ergeben eine Klangwirkung von außerordentlicher Beseelung, Fülle und Klarheit.
Dieses Geläut sollte man als vorbildlich bezeichnen.
| Nr. | Name               | Durchmesser (mm) | Masse (kg, ca.) | Schlagton (HT-1/16) | Gießer                                                                 | Gussjahr | Inschrift                                        |
| 1   | Christkönig-Glocke | 1.200            | 1.150           | e‘                  | Hans Georg Hermann Maria Hüesker, Fa. Petit & Gebr. Edelbrock, Gescher | 1958     | CHRISTUS, KÖNIG, UNSER FRIEDE                    |
| 2   | Marien-Glocke      | 1.000            | 1.095           | fis‘                | Hans Georg Hermann Maria Hüesker, Fa. Petit & Gebr. Edelbrock, Gescher | 1958     | ALLE TAGE SING UND SAGE LOB DER HIMMELSKÖNIGIN   |
| 3   | Joseph-Glocke      | 900              | 913             | a‘                  | Hans Georg Hermann Maria Hüesker, Fa. Petit & Gebr. Edelbrock, Gescher | 1958     | HL. JOSEPH, HANDWERKER, BESCHÜTZE ALLE ARBEITER  |
| 4   | Schutzengel-Glocke | 800              | 320             | h‘                  | Hans Georg Hermann Maria Hüesker, Fa. Petit & Gebr. Edelbrock, Gescher | 1958     | PREISET DEN HERRN, IHR ALLE SEINE ENGEL          |
| 5   | Antonius-Glocke    | 700              | 180             | d‘‘                 | Hans Georg Hermann Maria Hüesker, Fa. Petit & Gebr. Edelbrock, Gescher | 1958     | ST. ANTONIUS, HELFER IN ALLER NOT, BITTE FÜR UNS |